# سی‌صد (کنسرت نمایش)
سی‌صد نام کنسرت نمایشی است به کارگردانی امیر جدیدی و کاری از سهراب پورناظری در سال ۱۴۰۱ شمسی در مجموعه تالار سعدآباد بر روی صحنه رفت. از بازیگران چهرهٔ این اثر می‌توان از جواد عزتی، طناز طباطبایی، مهران غفوریان و امیر جدیدی نام برد. همچنین خوانندگی این اثر بر عهده رضا بهرام بود.

## خلاصه داستان
سی‌صد بر اساس نوشته‌ای از ری بردبری طراحی و تدوین شده است و به موضوع کتاب سوزی و نسل‌کشی مغول‌ها در نیشابور می‌پردازد.

## بازیگران
- جواد عزتی
- طناز طباطبایی
- مهران غفوریان
- دلنیا آرام
- منوچهر علیپور
- عرفان ناصری
- نیما سکوت
- امیر جدیدی
- علی نصیریان
- رضا کیانیان

## اجرا در ایالات متحده آمریکا
بهروز وثوقی، هنرپیشه معروف و قدیمی سینمای ایران که در اجرای کنسرت نمایش سی‌صد در سن‌خوزه آمریکا حضور داشت، بعد از پایان کنسرت به روی صحنه دعوت شد و مورد تشویق بی‌امان حاضران در سالن قرار گرفت.

## حواشی
گروه بازیگری این نمایش بیشتر از بازیگران چهره تشکیل می‌شد که سرمایه ساخت و قیمت بلیط (از ۵۰۰ هزار تومان تا ۷۰۰ هزار تومان به بالا) را شدیداً تحت تأثیر قرار داد. به همین دلیل با نقد و واکنش تند فعالان حوزه تئاتر و هنر مواجه شد. بسیاری هزینه نمایش را بیش از توان طبقه متوسط جامعه، یعنی مخاطبان اصلی آن، ارزیابی کردند و نمایشهای این چنینی را مختص استفاده مخاطبان طبقه ثروتمند جامعه دانستند.

## نقدها
- امشب فرصتی دست داد که در کنسرت نمایش سیصد، در محوطه زیبای سعد آباد، در جمع ایرانیان فرهنگ دوست و هنرمندان ارزشمند کشورمان حضور یابم. هنر زیبای تئاتر و تلفیق هنرمندانه آن با موسیقی فاخر و اصیل ایرانی، بار دیگر به زیبایی تمام جلوه گر تاریخ ثروتمند این مرز و بوم را به نمایش گذاشت. زیبایی این اثر هنرمندانه به‌ویژه با پردازش به فرهنگ اصیل ایرانی و گنجینه‌های شعر و ادب فارسی از حکیم فردوسی تا عطار نیشابوری و استقبال گسترده مردم فرهنگ دوست ایران، دلنواز و ارزشمند است. از خوانندگان گرانقدر این اثر به‌ویژه آقای رضا بهرام، آقایان پور ناظری، به کارگردانی آقای امیر جدیدی و تهیه‌کننده محترم حسین توتونچیان و همه هنرمندان ارزشمند این اثر فاخر، شامل خانم‌ها و آقایان پرتلاش و موفق تشکر و قدردانی می‌کنم. زنده باد ایران عزیز و پاینده باد زبان شیرین فارسی.[۹]

- حسین امیرعبداللهیان (دیپلمات ایرانی)
- این روزها برادران پورناظری با کنسرت نمایشی دیگری به نام «سی‌صد»، این‌بار با یک گروه بازیگر ستاره، و در نهایت ناباوری امیر جدیدی در نقش کارگردان، با خوانندهٔ پاپی به نام رضا بهرام، روایتی از موضوع مهم کتاب‌سوزی و نسل‌کشی مغول‌ها در نیشابور به روی صحنه برده‌اند؛ تقریباً با همان ویژگی‌های کنسرت نمایش قبلی، با ستارگان مشهور بر سر زبان این روزهای سینمای ایران به‌علاوه پیشکسوتی همچون علی نصیریان، با گریمی به‌مراتب اغراق‌شده‌تر و البته بی‌کیفیت‌تر، بدون همایون شجریان و افراد باسابقه‌ای در تئاتر ایران مثل علی‌اصغر دشتی و نغمه ثمینی و البته بلیتی گران‌تر. از اخباری که تا به حال از این کنسرت نمایش منتشر شده و تصاویری که از اجرای موسیقی در شبکه‌های اجتماعی دست‌به‌دست می‌شود، پیداست که حتی نمی‌تواند، بیشتر با توجه به کیفیت اجرای موسیقی و آواز، از مخاطب عام هم نمرهٔ خوبی بگیرد. نهایتاً نظرش را بابت دیدن جواد عزتی در کنار طناز طباطبایی و امیر جدیدی به خود جلب کند. یک رسم از پیش‌نانوشته‌ای هم در پایان این کنسرت‌نمایش‌ها اجرا می‌شود که در نمایش‌های موزیکال سال‌های اخیر باب شده است، محمد رحمانیان به‌طور ویژه آن را باب کرده، و آن هم به یکباره خارج شدن تمام عوامل اجرایی روی صحنه، اعم از بازیگران و نوازندگان، از فضای نمایش و اجرای جمعی یک قطعهٔ تأثیرگذار و محبوب کلاسیک ملی میهنی است که احساسات مخاطب را بیش از پیش دچار غلیان کند؛ رسمی که بیشتر در کنسرت‌های موسیقی مرسوم است، اینجا، به ویژه در کنسرت نمایش‌های برادران پورناظری با توجه به اینکه خودشان در کنار خواننده یا مشهورترین هنرمند در مرکز قرار می‌گیرند، بیشتر حرکتی نمایشی به نظر می‌آید و باز هم حس عوام‌فریبانه‌ای از آن منعکس می‌شود. در قالب کنسرت نمایش تا به حال، گروه دیگری جز برادران پورناظری، اگر هم دست به تلاشی زدند، نتوانستند سر و صدایی به پا کنند و نام‌شان را بر سر زبان‌ها بیندازند. اما جریان دوم تازه‌ای که در عرصهٔ نمایش موزیکال شکل گرفت، برخلاف کنسرت‌نمایش‌ها، کمابیش بسته به گروه سازنده و روابط عمومی‌اش، توانست بیشتر مخاطب پیدا کند. چرا که دست روی شکلی از این نوع نمایش گذاشت که جامعهٔ هدفش بزرگ‌تر است، پتانسیل برقراری ارتباط با طیف وسیع‌تری از مخاطبان را دارد، و از همه مهم‌تر از پیش شناخته شده است؛ یعنی مخاطب می‌داند قرار است چه چیزی را روی صحنه ببیند.[۱۰]

- آزاده اتحاد (نویسنده، مترجم و منتقد هنری)